# Белорепи јелен
Белорепи јелен или вирџинијски јелен (лат. Odocoileus virginianus) је врста јелена која као аутохтона врста насељава већи део Северне Америке и северозапад Јужне (све до Перуа и Боливије). Уведен је и на Нови Зеланд, сва острва Великих Антила (Куба, Јамајка, Хаити и Порторико), и неке земље у Европи, као што су Чешка, Финска, Румунија, Србија, Немачка и Француска.

## Опис
Боја крзна белорепог јелена је црвено-смеђа у пролеће и лето, а током јесени и зиме прелази у сиво-смеђу. Препознатљив је по карактеристичној белој доњој страни репа. Реп подиже када је узбуњен како би упозорио грабљивца да је откривен.
Популација белорепог јелена у Њујорку је потпуно беле боје осим носа и папака (није последица албинизма). Бивше војно складиште Сенека у њујоршком граду Ромулусу има највећу познату концентрацију белих јелена. На овом подручју је бели јелен захваљујући заштити достигао велику бројност. Индикација старости јелена је дужина њушке и боја длаке, старији јелени теже да имају дуже њушке и сивља крзна. Хоризонталне зенице белорепог јелена омогућавају му добар ноћни вид и вид у боји током дана.
Белорепи јелен значајно варира у величини, углавном следећи Аленово правило и Бергманово правило да је просечна величина већа што је животиња удаљенија од екватора. Мужјаци у Северној Америци обично теже 68 до 136 kg, али су зрели мужјаци тешки преко 180 kg забележени у најсевернијим крајевима њиховог ареала, пре свега у Минесоти, Онтарију и Манитоби. Године 1926. Карл Џ. Ленандер млађи је измерио тежину одстрељеног мужјака белорепог јелена у близини Тофтеа у Минесоти, који је након што су му извађени унутрашњи органи био тежак 183 kg, на основу чега је процењено да је док је био жив био тежак 232 kg. Женке (кошуте) у Северној Америци обично теже 40-90 kg. Женке из тропских крајева и са Флорида Киза значајно су мање од јединки из крајева са умереном климом, у просеку теже 35-50 kg, али забележени су и случајеви женки тешких само 25 kg. Белорепи јелени са Анда већи су од осталих тропских јелена ове врсте и имају густо крзно благо вуненог изгледа. Дужина се креће од 95−220 cm, укључујући реп од 10−37 цм, а висина у раменима је 53−120 cm. Укључујући све подврсте, просечна тежина одраслих мужјака током лета је 68 kg, а одраслих женки је 45,3 kg. Међу највећим је врстама јелена у Северној Америци, а највећа је у Јужној Америци.
Белорепи јелен има двобојни вид са плавом и жутом као основним бојама; за разлику од њега човек има тробојни вид. Дакле, белорепи јелен има проблем да распозна нијансе наранџасте и црвене које су човеку видљиве.
Мужјацима сваке године поново расту рогови. Отприлике једна од 10.000 женки такође има рогове, мада се то обично повезује са фримартинизмом.

## Подврсте
На свету постоји 26 подврста. Седамнаест од њих се налази у Северној Америци (на мапи распрострањености подврста оне су представљене бројевима (који се на списку подврста налазе у заградама)).

### Северна Америка
- O. v. acapulcensis  (1)– (приобаље јужног Мексика)
- O. v. borealis  (2)– северни белорепи јелен (највећа и најтамнија подврста)
- O. v. carminis  (4)– (тексашко мексичка граница)
- O. v. chiriquensis  (5)– (Панама)
- O. v. clavium  (6)– (Флорида Киз)
- O. v. couesi  (7)– (Аризона)
- O. v. dacotensis  (9)– дакотски белорепи јелен (једна од најсевернијих и друга по величини подврста)
- O. v. hiltonensis  (12)– (Хилтон Хед Ајленд недалеко од обале Јужне Каролине)
- O. v. leucurus  (13)– (приобаље Орегона)
- O. v. macrourus  (14)– (Средњи запад САД)
- O. v. mcilhennyi  (15)– (приобаље Луизијане)
- O. v. mexicanus  (17)– (средњи Мексико)
- O. v. miquihuanensis  (18)– (северни Мексико)
- O. v. nelsoni  (19)– (од унутрашњости јужног Мексика до Никарагве)
- O. v. nemoralis  (20)– (од карипског приобаља јужног Мексика до Панаме)
- O. v. nigribarbis  (21)– (приобаље Џорџије)
- O. v. oaxacensis  (22)– (јужни Мексико)
- O. v. ochrourus  (23)– (запад Канаде и САД)
- O. v. osceola  (24)– (приобаље Флориде)
- O. v. rothschildi  (26)– (панамско острво Којба)
- O. v. seminolus  (27)– (Флорида)
- O. v. sinaloae  (28)– (јужни Мексико)
- O. v. taurinsulae  (29)– (Бул Ајленд у Јужној Каролини)
- O. v. texanus  (30)– (од Тексаса до Јужне Дакоте)
- O. v. thomasi  (31)– (јужни Мексико)
- O. v. toltecu  (32)– (од јужног Мексика до Ел Салвадора)
- O. v. venatorius  (35)– (Хантинг Ајленд у Јужној Каролини)
- O. v. veraecrucis (36)– (карипско приобаље Мексика)
- O. v. virginianus  (37)– (јужне државе САД)
- O. v. yucatanesis (38)– (северни Јукатан у јужном Мексику)

### Јужна Америка
- O. v. cariacou  (3)– (Француска Гвајана и северни Бразил)
- O. v. curassavicus  (8)– (Курасао)
- O. v. goudotii  (10)– (Колумбија (Анди) и западна Венецуела)
- O. v. gymnotis  (11)– (северна половина Венецуеле, укључујући област Љанос)
- O. v. margaritae  (16)– (острво Маргарита)
- O. v. nemoralis  (20)– (од карипског приобаља јужног Мексика до Панаме)
- O. v. peruvianus  (25)– (Перу и Боливија)
- O. v. tropicalis  (33)– (Перу и Еквадор, могуће и Колумбија)
- O. v. ustus (34)– (Еквадор, могуће и јужна Колумбија и северни Перу)

|  |  |